# Yêu từ cái nhìn đầu tiên

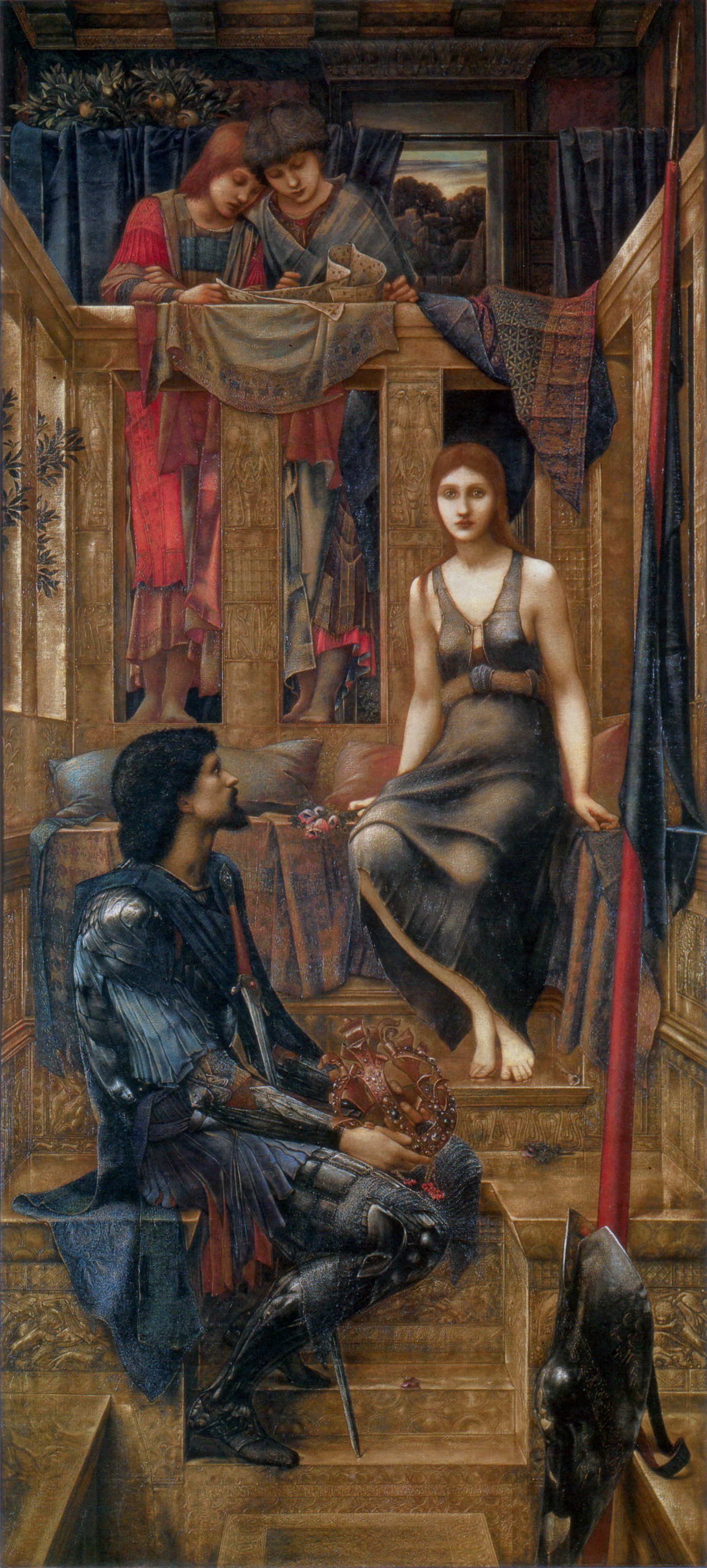
Họa phẩm về hình tượng yêu từ cái nhìn đầu tiên

Yêu từ cái nhìn đầu tiên là một trải nghiệm cá nhân và là một phép ẩn dụ phổ biến trong văn học: một người, nhân vật, hoặc người nói cảm thấy bị thu hút một cách lãng mạn ngay tức khắc, tột cùng và lâu dài bởi một người xa lạ ngay từ cái nhìn đầu tiên. Thường được mô tả bởi các nhà thơ, và các nhà phê bình, kể từ khi sự xuất hiện của nền văn minh Hy Lạp cổ đại, rơi vào lưới tình từ cái nhìn đầu tiên đã trở thành một trong những phép ẩn dụ phổ biến nhất trong thể loại Viễn tưởng phương Tây.

## Tâm lý học
Nghiên cứu đã cho thấy hai cơ sở cho tình yêu từ cái nhìn đầu tiên..Thứ nhất là sự hấp dẫn của một người có thể được quyết định rất nhanh chóng với thời gian trung bình trong một nghiên cứu là 0,13 giây. Thứ hai là vài phút đầu tiên, nhưng không phải là những giây đầu tiên của một mối quan hệ đã tiên đoán được sự về thành công trong tương lai, hơn là những gì hai người có điểm chung hoặc cho dù họ có thích nhau (''những gì bạn muốn, muốn bạn'' - ''like attracts like"). Sự si mê, “say nắng”, mê đắm, không nên nhầm lẫn với tình yêu từ cái nhìn đầu tiên, là trạng thái bị cuốn đi bởi một niềm đam mê xốc nổi hoặc ảo tưởng tình yêu. Hillman và Phillips mô tả nó như một khao khát thể hiện sự hấp dẫn ham muốn của nghiện tình yêu, cảm hứng say đắm mãnh liệt nhưng ngắn ngủi hoặc ngưỡng mộ đối với một người nào đó.